# Notazione quadrata

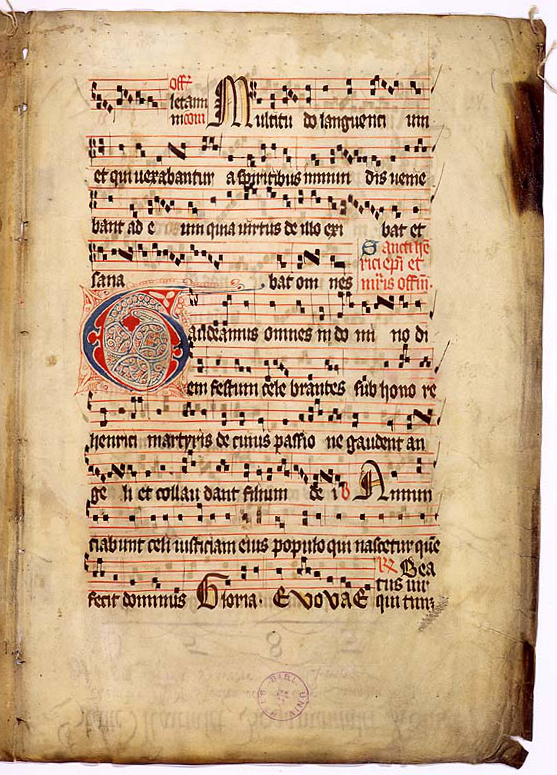
Neuma quadrato su tetragramma del codice Alboense, XIV secolo.

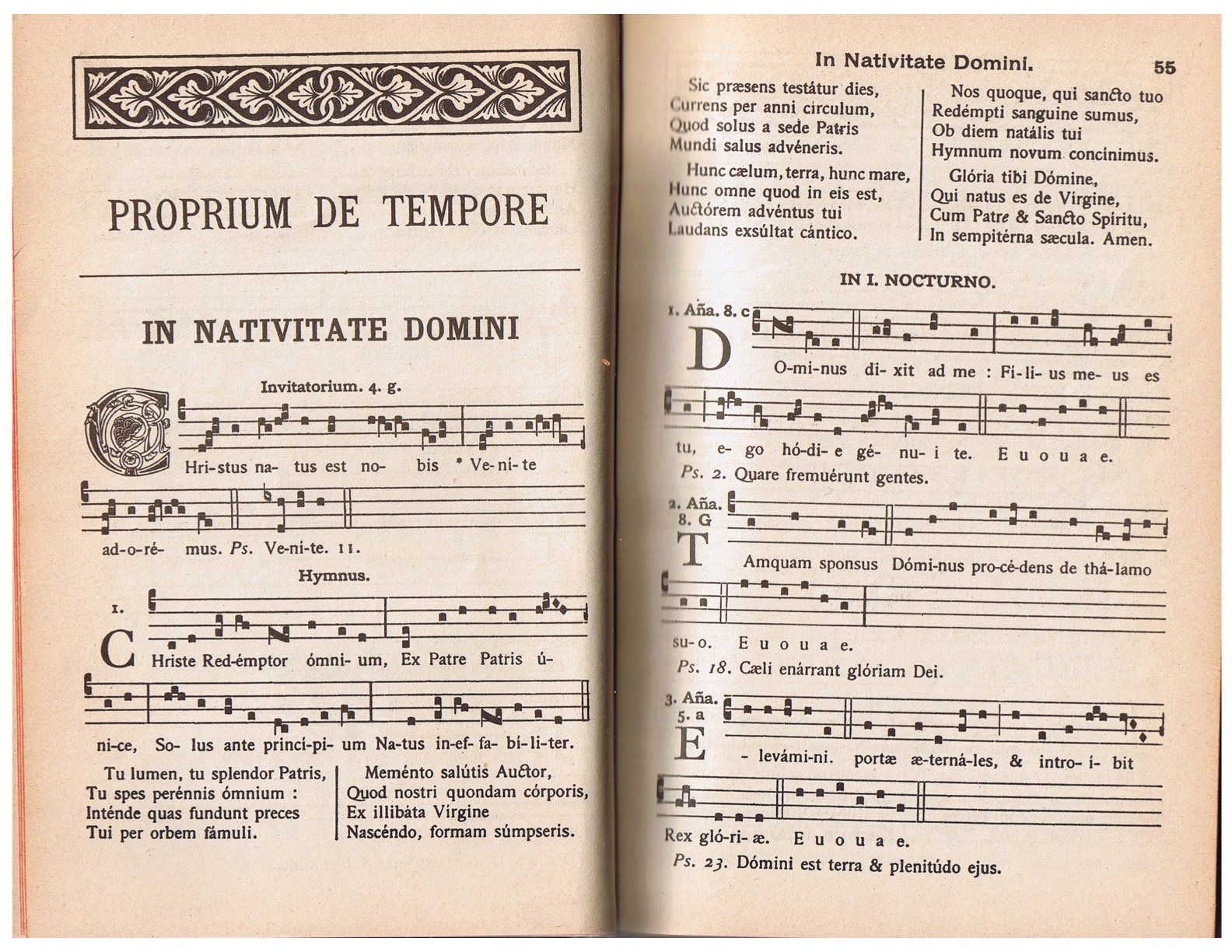
La notazione quadrata del Liber Responsorialis, 1895.

La notazione quadrata, detta anche notazione vaticana, è una maniera di annotare il canto gregoriano.
È la notazione più recente, apparsa nell'XI secolo ed attribuita a Guido d'Arezzo. È anche la più conosciuta, anche se oggi si preferisce avvalersi anche di altri sistemi di notazione, sia la metense e la sangallese in modo particolare come avviene nel Graduale Triplex, per un confronto ed un approfondimento dal punto di vista semiologico.
I più antichi sistemi di annotazione erano detti adiastematici: i neumi erano scritti in campo aperto e non veniva riportata nessuna indicazione per quanto riguarda la posizione melodica delle note. Tuttavia, a poco a poco, si manifestò una ricerca di diastemazia, ossia di precisione nella notazione degli intervalli. I neumi, ancora in campo aperto, furono disposti su differenti livelli poi fissati in modo rigoroso attorno ad una linea tracciata con punta secca. Questa linea, riservata prima solo all'orientamento del notatore, fu presto colorata, poi si videro apparire righi a due o tre linee prima che il numero fosse definitivamente fissato a quattro.

## Il tetragramma
Il rigo della notazione quadrata è composto da quattro linee e tre spazi interlineari e prende il nome di tetragramma. Sia le linee che gli spazi si contano dal basso verso l'alto.

Generalmente l'ambitus delle melodie gregoriano è assai poco sviluppato e perciò quattro linee sono sufficienti. Se la melodia supera l'ambito delimitato dal tetragramma, si può aggiungere una linea supplementare al di sopra oppure al di sotto del tetragramma, oppure si sposta o si cambia la chiave.

## Le chiavi
|              |  |              |
| Chiave di UT |  | Chiave di FA |

Le chiavi di lettura delle note sono due: quella di C (UT) e quella di F (FA),  raffigurate con una stilizzazione grafica delle lettere C ed F, secondo l'antico uso di indicare i simboli delle note.
La posizione delle chiavi sul tetragramma non è fissa. La chiave di C si può trovare raramente sulla seconda linea, indifferentemente sulla terza o sulla quarta, mai sulla prima. La chiave di F la si trova sulla terza linea, una volta sulla quarta, nell'offertorio Veritas mea, mai sulla prima e sulla seconda.
|  |  |  |  |  |

## Le alterazioni
Nel canto gregoriano viene utilizzata una sola alterazione, il molle e solo davanti al SI.
L'effetto del bemolle persiste: fino a che non intervenga un bequadro, un qualsiasi tipo di stanghetta, un'altra parola.

## La guida
La guida o custos è un segno che annuncia la posizione della nota seguente. Viene utilizzata in due casi: alla fine del rigo, come annuncio in anticipo della prima nota del rigo seguente, oppure nel corso del rigo quando viene cambiata la chiave.

In entrambi i casi non deve essere cantata.

## Le stanghette
|                      |  |                  |  |                   |  |                   |
| Quarto di stanghetta |  | Mezza stanghetta |  | Stanghetta intera |  | Doppia stanghetta |

Le stanghette sono utilizzate per punteggiare le frasi melodico-verbali, indicando la gerarchia in cui le frasi stesse si trovano. Non hanno quindi valore ritmico o mensurale. 
- Il Quarto di stanghetta o Divisio minima all'interno del periodo musicale, delimita un inciso.
- La Mezza stanghetta o Divisio minor delimita un membro, costituito da più incisi.
- La Stanghetta intera o Divisio maior chiude un periodo musicale che spesso coincide con la conclusione di una frase letteraria.
- La Doppia stanghetta o Divisio finalis stabilisce la conclusione del pezzo oppure l'alternarsi di un coro con un altro o del coro col solista.

## L'asterisco e la crocetta
L'asterisco ( * ) lo si incontra dopo l'intonazione dei pezzi e sta ad indicare il momento della melodia in cui il coro si unisce al solista che intona.

Nella salmodia serve per delimitare due emistichi di un versetto indicando la cadenza mediana. Lo si trova infine anche nell'ultimo eleison del Kyrie quando l'ultima invocazione è formata da due incisi.
Il doppio asterisco ( ** ) lo si incontra solo nell'ultima invocazione del Kyrie ed indica il momento in cui i due semicori si uniscono.
La crocetta ( † ) sta ad indicare la cesura minima o flexa all'interno del primo emistichio di un versetto salmodico.